# كريستينا لارسن
كريستينا لارسن (بالإنجليزية: Kristina Larsen) (16 يونيو 1988 ببربانك في الولايات المتحدة - ) هي لاعبة كرة قدم أمريكية في مركز الهجوم. لعبت مع سياتل رين وSaint Louis Athletica ‏ وAtlanta Beat (WPS) ‏.

## وصلات خارجية
- كريستينا لارسن على موقع قاعدة بيانات كرة القدم.إي يو (الإنجليزية)
- كريستينا لارسن على موقع Soccerway.com (الإنجليزية)
- كريستينا لارسن على موقع عالم كرة القدم.نت (الإنجليزية)